# Volle maan (stripverhaal)
Volle maan is het derde stripalbum uit de reeks de Prins van de Nacht. De eerste druk van dit deel verscheen in 1996 bij uitgeverij Grafica. De tekeningen en het scenario zijn van Yves Swolfs. Van dit album zijn alleen exemplaren met harde kaften (hardcovers) op de markt verschenen.